# Anne Guillard
Pour les articles homonymes, voir Guillard.
Anne Guillard est une illustratrice et dessinatrice française née en 1981 à Paris. 

## Biographie
Elle a étudié aux Gobelins et à l'ENSAD.
Elle est notamment l'auteur des séries BD d'humour Valentine, Les Pipelettes, ou Ma vie d'ado.
En 2018, elle illustre l'ouvrage On a chopé la puberté, signé par Mélissa Conté Grimard et Séverine Clochard. Après une polémique relayée par les réseaux sociaux, en particulier par la dessinatrice Emma Clit, concernant le contenu de l'ouvrage, l'illustratrice annonce dans une lettre ouverte, qu'elle met fin à cette série, et ne dessinera plus ces personnages créés il y a plusieurs années pour le magazine Julie,,.